# Liste der fidschianischen Botschafter in Osttimor

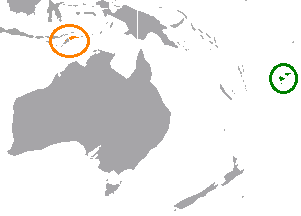
Fidschi (grün) und Osttimor (orange)

Diese Liste führt die fidschianischen Botschafter in Osttimor auf.

## Hintergrund
Osttimor ist zwar Teil Asiens, hat aber auch Ethnien, die Papuasprachen sprechen, weshalb es auch Beziehungen zur melanesischen und pazifischen Welt pflegt.
Diplomatische Beziehungen zwischen Fidschi und Osttimor wurden 2003 aufgenommen. Der fidschianische Botschafter für Osttimor ist in Personalunion der fidschianische Hochkommissar in Papua-Neuguineas Hauptstadt Port Moresby. Daneben ist er auch für die Salomonen, Vanuatu und die Melanesian Spearhead Group in Port Vila (Vanuatu) zuständig.

## Liste der Botschafter
| Name                | Amtszeit  | Anmerkungen                                                                     |         |
| Fidschi             | Fidschi   | Fidschi                                                                         | Fidschi |
| ------------------- | --------- | ------------------------------------------------------------------------------- | ------- |
| ?                   | 2003–2011 | keine Daten verfügbar                                                           |         |
| Niumaia Tabunakawai | 2011–2012 | Sitz in Port Moresby, Akkreditierung: 21. Juni 2011                             |         |
| Romanu Tikotikoca   | 2013–2015 | Sitz in Port Moresby, Akkreditierung: 20. Februar 2013                          |         |
| Esala Teleni        | seit 2016 | Sitz in Port Moresby, Ernennung: Juni 2015, Akkreditierung: 27. September 2016. |         |